# Museo Märkisches

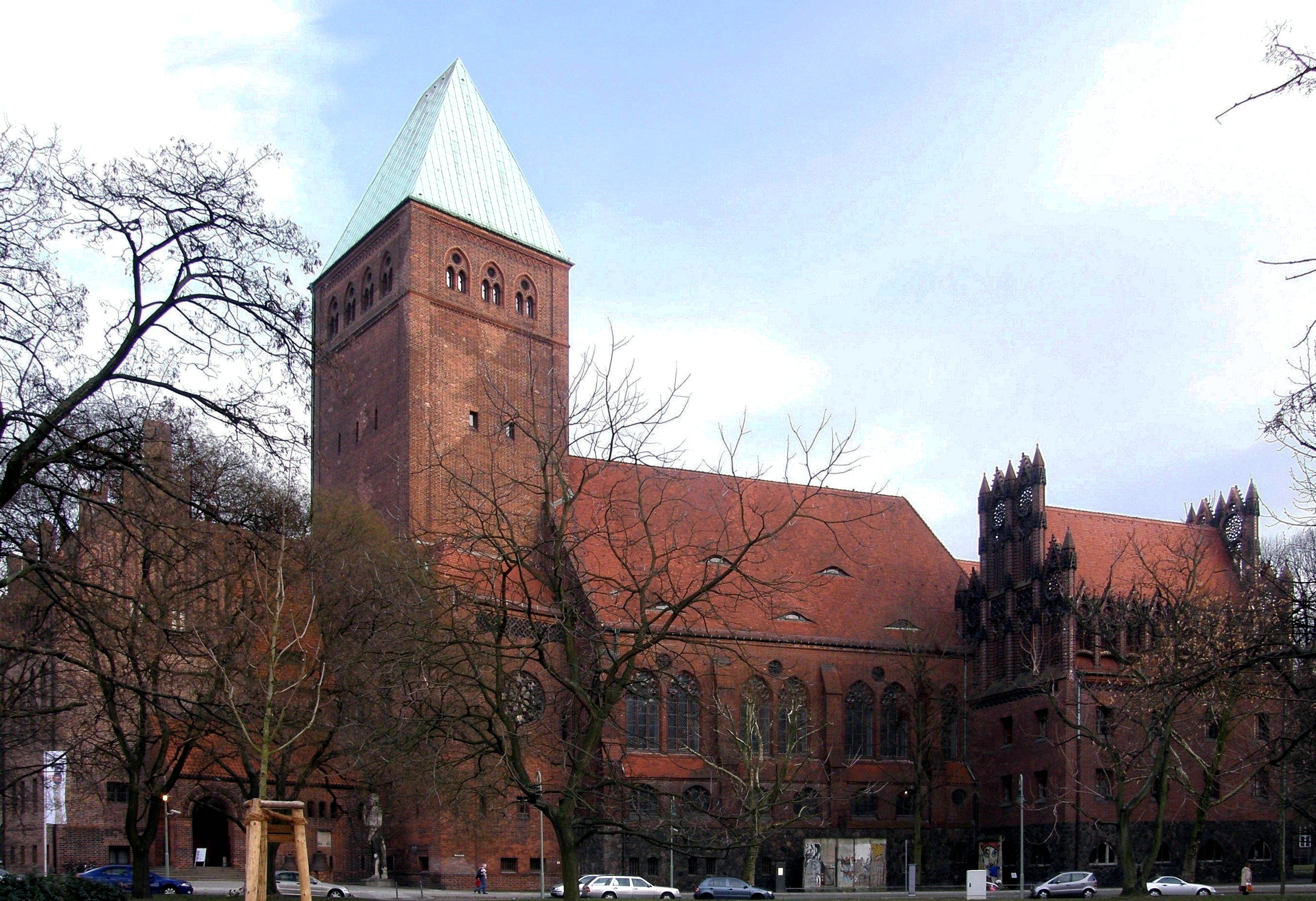
Museo Märkisches

El Märkisches Museum (Museo de la Marca, originalmente Märkisches Provinzial-Museum, es decir, Museo de la Provincia de la Marca [de Brandeburgo]) está situado en el barrio de Berlín-Mitte, Berlín. Fundado en 1874 como museo de la ciudad de Berlín y su región política, la Marca de Brandeburgo, ocupa un edificio en el extremo norte del parque Köllnischer, frente al río Spree. El edificio fue proyectado por Ludwig Hoffmann y finalizado en 1908. Ahora es la instalación principal de la "Stiftung Stadtmuseum Berlin, Landesmuseum für Kultur und Geschichte Berlins", la fundación de museos de la Ciudad de Berlín, que también opera otras cuatro instituciones.

## Antecedentes
En la segunda mitad del siglo XIX, Berlín creció muy rápidamente. La primera piedra de un nuevo ayuntamiento mucho más grande, el Rotes Rathaus, se colocó en 1861. Estos cambios provocaron interés entre la burguesía por el pasado de la ciudad y por preservar lo que todavía no se había perdido. Se fundó el "Verein für die Geschichte Berlins" (Asociación para la historia de Berlín). Incluyó a muchos de los primeros fotógrafos de la ciudad, como Friedrich Albert Schwartz, que comenzaron a documentar los cambios en la urbe, organizando uno de los primeros retratos fotográficos sistemáticos de una ciudad y su arquitectura. A partir de la década de 1860, instaron a la fundación de un museo de historia regional. Ernst Friedel, un juez y anticuario que había recogido personalmente objetos prehistóricos e históricos y pinturas de Brandeburgo con este fin, persuadió al Magistrado, el consejo ejecutivo de Berlín, para formar un nuevo departamento de "Colecciones", y Friedel fue nombrado para encabezarlo junto con la biblioteca y el archivo existente. El 9 de octubre de 1874, con la aceptación oficial de su plan por parte de la ciudad, se fundó el "Märkisches Provinzialmuseum" (Museo Provincial de la Marca). Este fue el primer museo en Berlín en ser completamente independiente de la corona prusiana. Tenía un presupuesto de solo dos mil marcos de oro por año para compras y, por lo tanto, dependía desde el principio de las donaciones personales y de fundaciones. El emperador de Alemania posteriormente contribuiría con un pequeño fondo para la compra de fotografías de la ciudad.

## Historia temprana

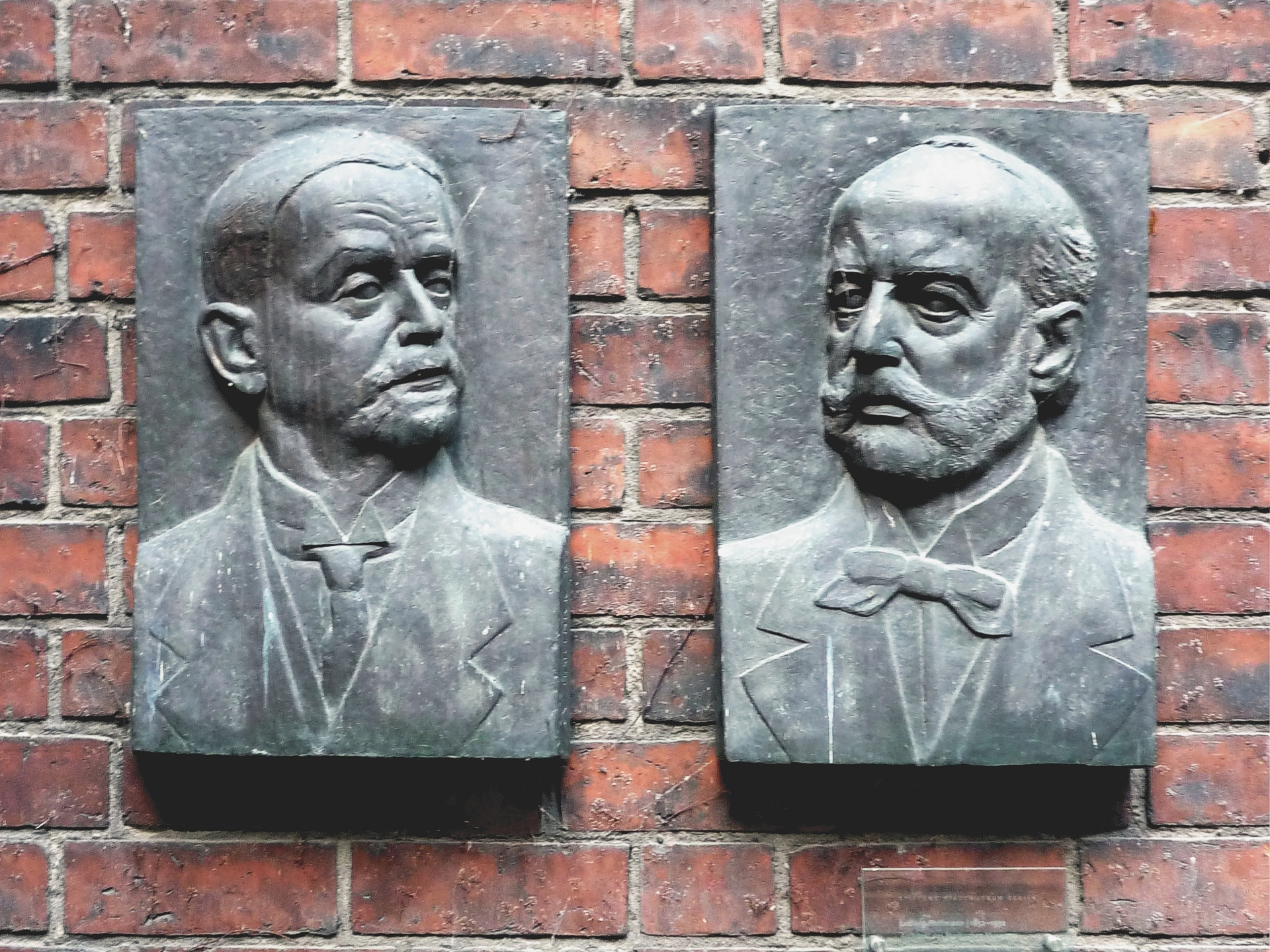
Bajorrelieves de Ludwig Hoffmann y de Ernst Friedel, obra de Evelyn Hartnick

En marzo de 1875, Friedel hizo un llamamiento para promover la donación o préstamo de objetos de interés histórico o científico que tuvo tanto éxito que la colección tuvo que trasladarse a finales de ese año desde el antiguo ayuntamiento al Palais Podewils, una residencia barroca en Klosterstraße, y en 1880, al antiguo ayuntamiento de Cölln. En ese momento poseía más de 29.500 objetos. Además, en Berlín, en pleno período del "Gründerzeit", se llevaban a cabo un gran número de demoliciones y excavaciones, con lo que se descubrieron tanto fragmentos de edificios antiguos como hallazgos prehistóricos y medievales. La colección estaba abarrotada y en particular las piezas grandes recuperadas de las iglesias no se podían mostrar correctamente. Sin embargo, el inventario no carecía de sus aplicaciones: el 16 de agosto de 1878 se utilizó un hacha de verdugo de la colección para decapitar a Max Hödel después de su intento de asesinato del emperador Guillermo I.
A instancias de Friedel, se llevó a cabo una concurso en 1892 para habilitar un edificio capaz de albergar la colección, pero los resultados fueron decepcionantes. Se recibieron 76 propuestas, pero el diseño ganador, de Wilhelm Möller, demostró ser inadecuado y demasiado caro para los responsables del concurso, y el arquitecto ya había fallecido, por lo que el proyecto se archivó.

## Construcción

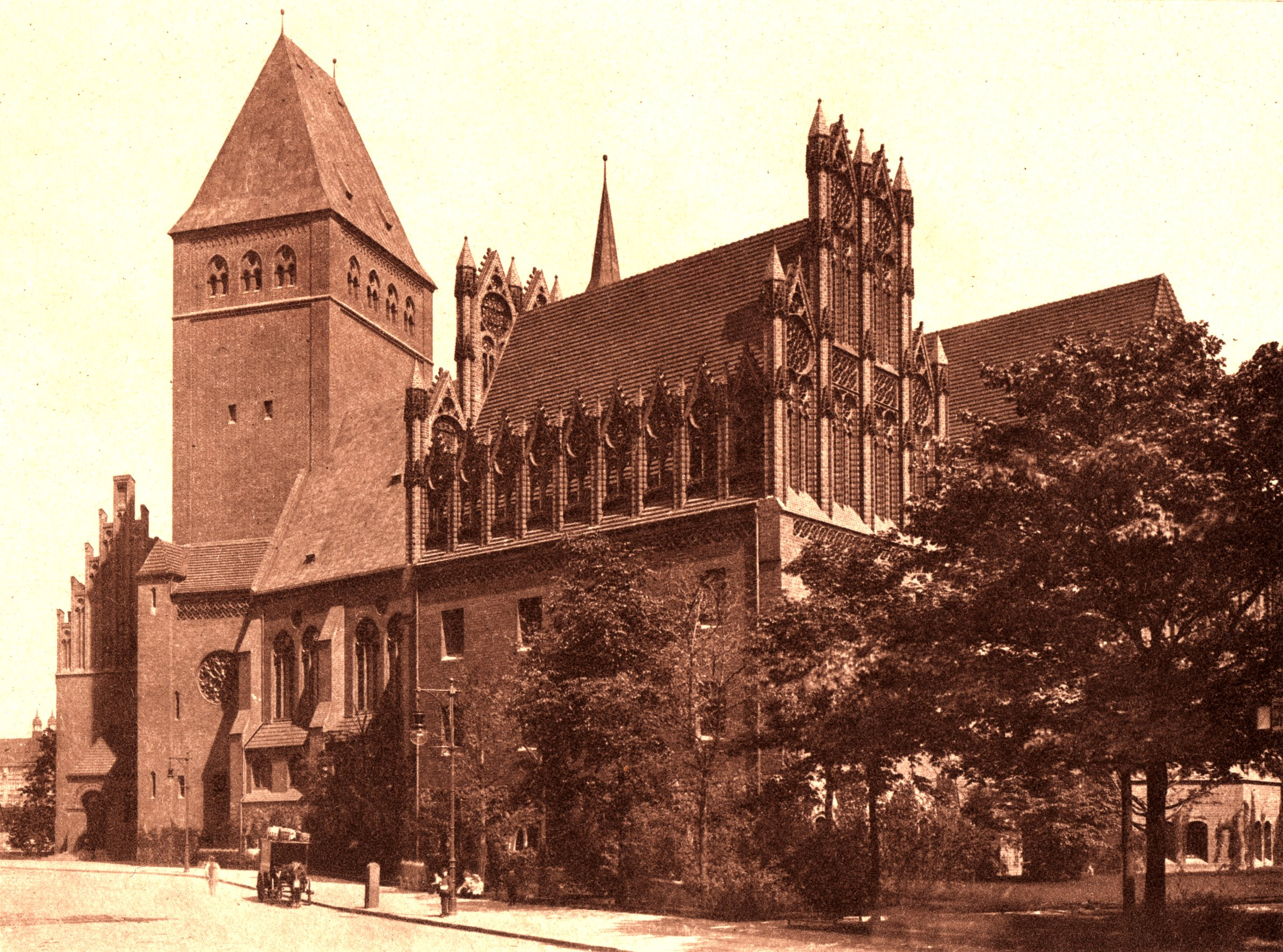
El Märkisches Museum visto desde la Wallstraße en 1908, el año de su apertura

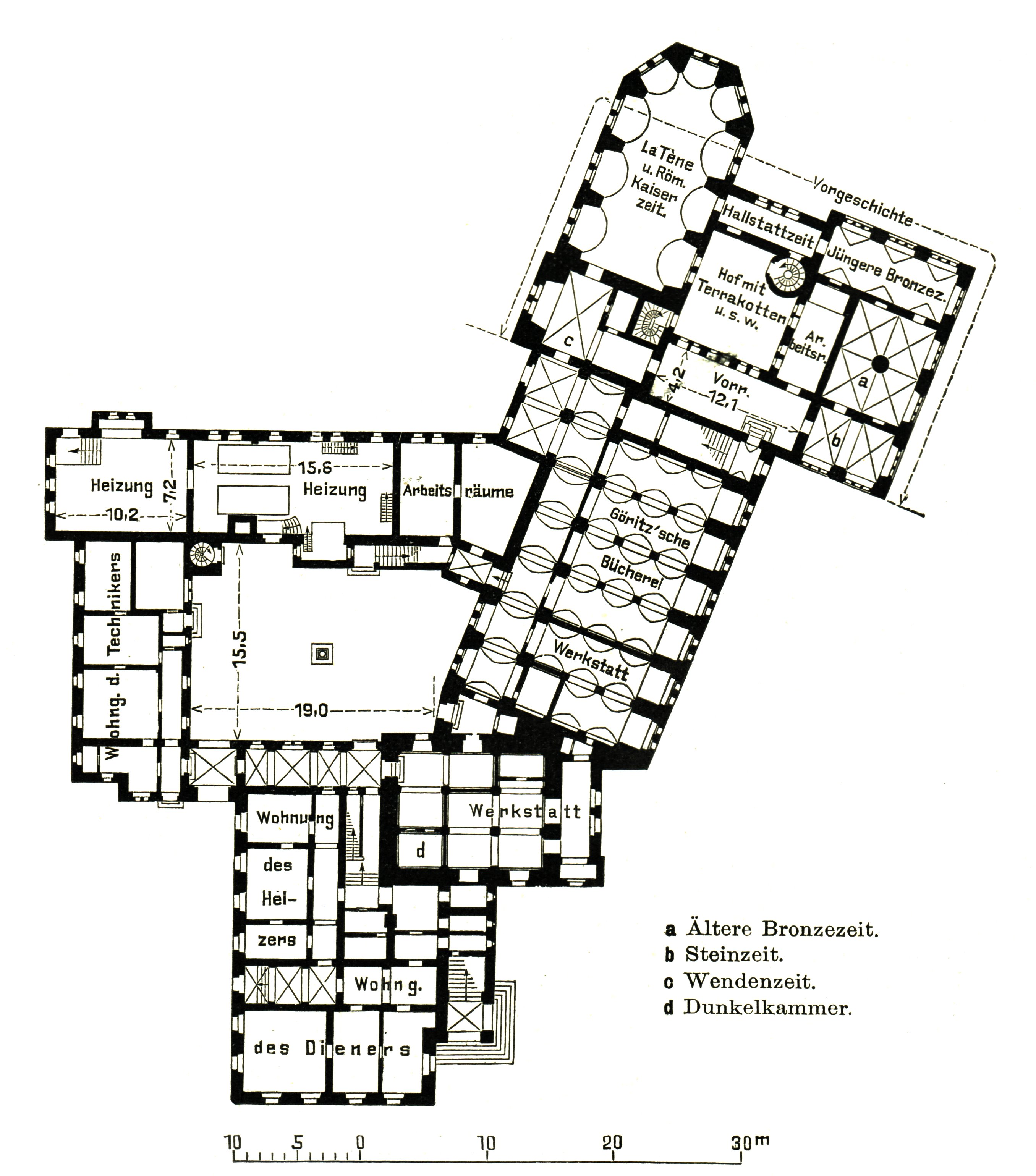
Plano de la planta del edificio

Crear un nuevo edificio para el museo fue la primera gran tarea de Ludwig Hoffmann después de su nombramiento en 1896 como Stadtbaurat (jefe de construcción) de la ciudad de Berlín. Sus primeros bocetos datan de ese año; los planes se aceptaron al año siguiente y la construcción comenzó en 1899 y finalizó en 1907. No estuvo listo para ser ocupado hasta 1908, doce años después del inicio del proyecto. Mientras tanto, en 1899, antes de la demolición del ayuntamiento de Cölln, parte de la colección había sido almacenada y algunas piezas habían sido exhibidas temporalmente en la primera planta de uno de los mercados cubiertos de la ciudad hasta 1904.
Hoffmann diseñó el museo como un complejo de seis edificios diferentes que se hacen eco de la arquitectura de ladrillo de Brandeburgo de los períodos del gótico al renacimiento en un "collage histórico" para reflejar los contenidos del museo y evocar la "atmósfera" de varias épocas y tipos de construcción. Parte de su razonamiento fue que Berlín ya no conservaba mucho de su antiguo centro. Los edificios se agrupan en torno a dos patios y se basan en detalles históricos que había estudiado y esbozado en toda la región; sus "citas" son copias exactas, pero hay desacuerdo en cuanto a los originales, como en una fachada que se dice que está basada en el ayuntamiento de Tangermünde o en la iglesia de Santa Catalina de la ciudad de Brandeburgo, y la torre con tejado a cuatro aguas de 53 metros de alto, inspirada en la del Castillo del Obispo de Wittstock o en la catedral de Ratzeburgo. Hoffmann también modificó el diseño de Köllnischer Park para crear un entorno atractivo para el museo.
El interior del museo también busca evocar el ambiente de diferentes escenarios históricos (como era la moda en los museos provinciales de Alemania). Por ejemplo, los bajos techos abovedados y las paredes enlucidas de la planta baja tenían la intención de sugerir una gran antigüedad, y alojó las colecciones sobre la prehistoria, donde las vitrinas con urnas y hachas bifaces funerarias eran rústicas en su forma; el entorno para los altares y esculturas medievales era una capilla gótica abovedada que se hacía eco de los interiores de las iglesias medievales: se mostraban armas en una sala con columnas gruesas que recordaba a un monasterio; y la porcelana rococó y las cajitas de rapé se exhibían en elegantes vitrinas en una sala amplia y luminosa en el segundo piso. Se dispuso un total de alrededor de 50 galerías de exposiciones. En su recorrido, el visitante era conducido repetidas veces al gran salón abovedado central.
Una semana antes de la inauguración, el 10 de junio de 1908, el emperador Guillermo II y la emperatriz Augusta Victoria recorrieron las exposiciones durante dos horas. El museo actualmente se considera una de las obras más importantes de Hoffmann y también uno de los edificios museísticos más destacados de Alemania.

## Historia desde 1908

### Antes y después de la Primera Guerra Mundial
El museo fue ampliamente elogiado y adquirió gran popularidad, logrando atraer a unos 70.000 visitantes anuales. Recibía el apoyo del "Verein für das Märkische Museum", que tenía como mecenas a potentados berlineses. Especialmente después de la creación de la Ley del Gran Berlín en 1920, el museo se centró más en la ciudad que en la Marca de Brandeburgo. Sin embargo, la organización se vio afectada por la Primera Guerra Mundial, la revolución de Noviembre y la hiperinflación en la República de Weimar que le siguió.
En 1925, Walter Stengel se convirtió en director del museo, el primero en ese puesto con formación profesional y experiencia en historia del arte y ciencia museística. Dejó intactas las exposiciones de la galería de Hoffmann, pero introdujo la iluminación eléctrica en 1932, a pesar de las objeciones del arquitecto retirado. También experimentó en las galerías con comentarios sonoros grabados, utilizando fonógrafos. Utilizó la ampliación del museo, la casa Ermeler del siglo XVIII, para mostrar la colección de obras de arte de Alfred Cassirer, incluidas varias obras del impresionismo francés, como un todo unificado, y para atraer visitantes al museo, celebró espectaculares exposiciones especiales, algunas de ellas fuera de su sede. La exposición que celebraba el 70.° aniversario del popular ilustrador Heinrich Zille en 1928, la primera exposición extensa de su obra, fue especialmente popular.

### Bajo el Tercer Reich
Después del ascenso al poder de Adolf Hitler, el Museo Märkisches, como otras instalaciones culturales en Alemania, fue incorporado al sistema nazi. Stengel colaboró con los nazis, en interés del museo, adquiriendo objetos de arte de judíos en ventas forzosas y asegurando valiosas antigüedades en 1938, cuando el régimen confiscó todos los artículos de oro y plata de los judíos. Después de la guerra, declaró que estos requisos se llevaron a cabo en calidad de préstamo y no se integraron en las propiedades del museo.
El museo siguió siendo popular hasta el estallido de la Segunda Guerra Mundial en 1939, cuando se cerró y  se almacenó su colección. Se perdieron muchos objetos de sus fondos, y el edificio en sí resultó severamente dañado.

### Bajo la ocupación soviética y en la República Democrática Alemana
Cuando terminó la guerra, el museo estaba ubicado en el sector soviético de Berlín, que se convirtió en la capital de la República Democrática Alemana (Alemania del Este). Las primeras galerías fueron reabiertas en 1946. Algunos artículos fueron rescatados de edificios destruidos en la guerra, pero la necesidad de reparar el edificio restringió el espacio disponible y se perdió la mayor parte de la colección de historia natural, por lo que se tomó la decisión de centrarse en la historia cultural. En una restauración que tuvo lugar entre 1953 y 1958, el interior fue subdividido por tabiques y cielorrasos rebajados, destruyéndose cada vez más el esquema de galería de Hoffmann, y el personal del museo debía presentar la historia sobre una base marxista-leninista.
Después de que el muro de Berlín dividiera la ciudad en 1961, finalmente se tomó la decisión de establecer un Museo de Berlín separado en el Berlín Oeste. Fundado en 1962, este fue ubicado en un edificio barroco, la antigua Casa del Colegio del Tribunal Superior de Justicia de Berlín en Lindenstraße en Kreuzberg, y la colección se limitó a la historia cultural para que los dos museos pudieran reunirse con el menor número posible de problemas.

### Desde la reunificación
Después de la reunificación alemana, cinco años de discusión y planificación culminaron en la fundación en 1995 de la "Stiftung Stadtmuseum Berlin, Landesmuseum für Kultur und Geschichte Berlins", que ahora reúne varios museos anteriormente independientes bajo la Ciudad de Berlín, con el Museo Märkisches como ubicación principal. El edificio en sí fue sometido a una rehabilitación en 1996 y 2001, que incluyó la construcción de nuevos espacios bajo las cubiertas y la eliminación de particiones adicionales para que los visitantes volvieran a experimentar la secuencia de galerías según el planteamiento de Hoffmann, si bien una gran parte de los fondos del museo siguen almacenados en Spandau por falta de espacio. El Senado de Berlín tiene previsto unificar los fondos actualmente dispersos en Mitte, en el Museo Märkisches y sus alrededores, y ha proyectado una ampliación del edificio que incorporará el cercano Marinehaus, diseñado por Otto Liesheim y construido entre 1908 y 1910. El museo existente alberga objetos desde la prehistoria hasta el comienzo del siglo XX, y la ampliación acoge la colección sobre la historia reciente. El Senado adquirió el edificio en 1993, y el concurso de arquitectura para proyectar la ampliación y la remodelación fue ganada por la firma londinense Stanton Williams en 2008.
La Stiftung Stadtmuseum de Berlín originalmente tenía 16 subsedes. Bajo el plan de consolidación, encontró otros propietarios para el Nicolaihaus, el Domäne Dahlem, un museo al aire libre de agricultura en el predio original de Dahlem, y el Museo del Deporte del Sportforum, cerca del Estadio Olímpico, y cerró el Museo de Peluquería en Marzahn, el Sammlung Kindheit und Jugend (el museo de los niños), la colección de Historia Natural, y sus antiguas oficinas administrativas, y los reubicó en el Museo Märkisches. Desde febrero de 2011 la sección de la infancia del Museo Märkisches muestra una exposición de modelos de tiendas. También está previsto cerrar el Galgenhaus. El Marinehaus se utilizará para exposiciones especialmente populares sobre la historia de Berlín en el siglo XX, mientras el edificio original se somete a una restauración profunda, y la fundación continúa operando museos en el Knoblauchhaus del siglo XVIII, el Palacio Ephraim, de estilo rococó, y la iglesia de San Nicolás, todo en el Nikolaiviertel cercano. También tiene un pueblo museo en el distrito de Zehlendorf, el Museumsdorf Düppel, que es una recreación de un pueblo medieval.
El Friedrichsfelde Palace, en Friedrichsfelde, que anteriormente también formaba parte de la fundación, fue devuelto en enero de 2009 al Tierpark Berlin, el zoológico, en su antigua ubicación. El Museo Judío de Berlín surgió del Museo del Berlín Occidental, pero en 1998 se declaró autónomo y en 2001 se convirtió en un organismo federal y, como tal, es independiente de la Stiftung Stadtmuseum Berlin.